# Тавлай, Валентин Павлович

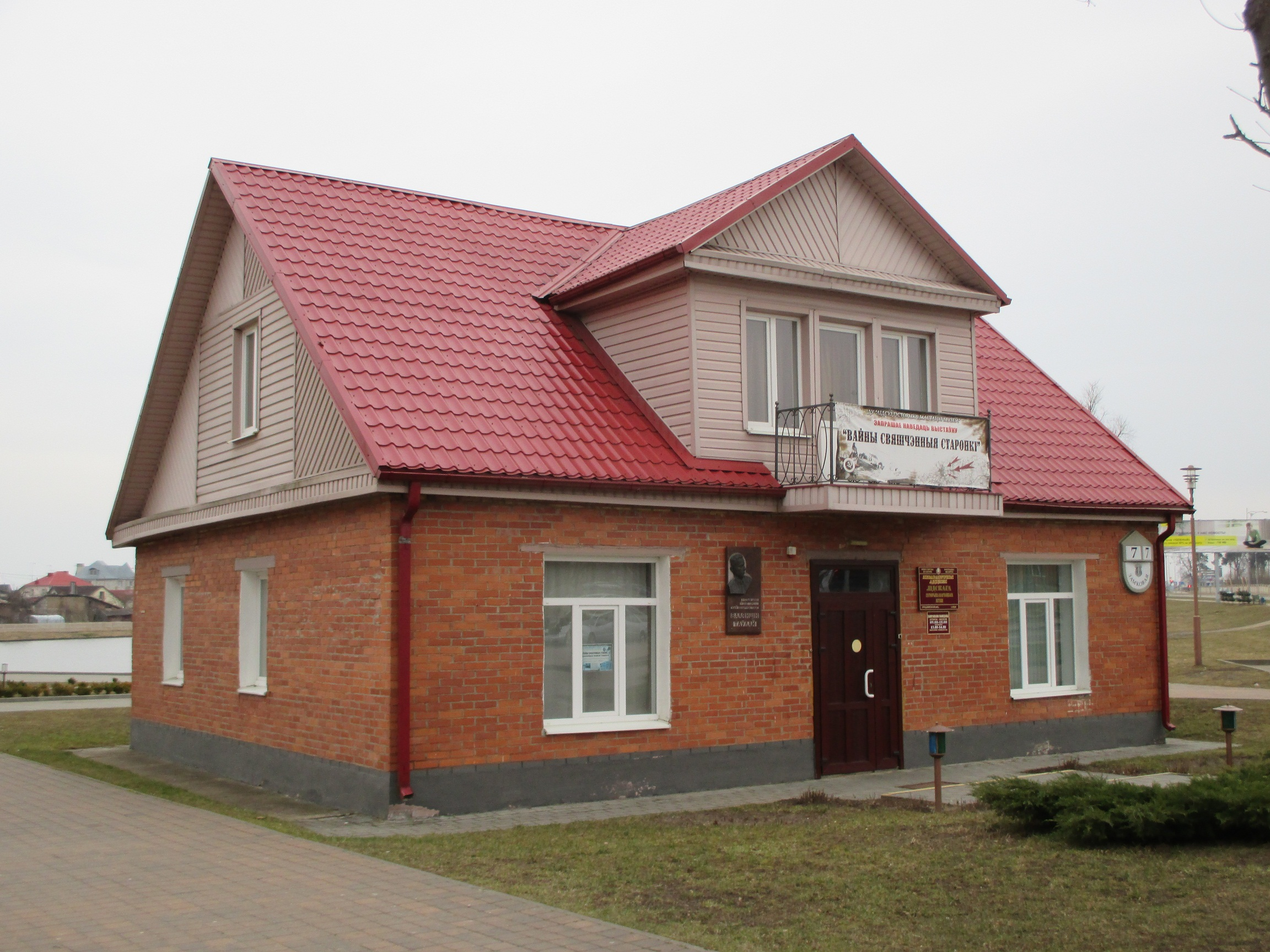
Мемориальный дом-музей в Лиде

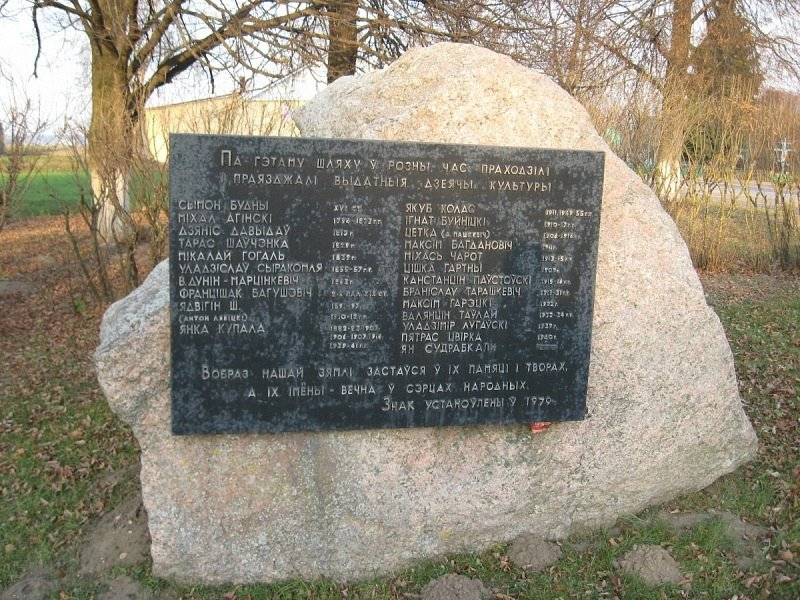
Имя поэта высечено на летописном камне у деревни Мясота

Валентин Павлович Тавла́й (бел. Валянцін Паўлавіч Таўлай; 8 февраля 1914 — 27 апреля 1947) — белорусский советский поэт, критик, публицист, переводчик, общественно-политический деятель, участник национально-освободительного движения в Западной Белоруссии. Член Союза писателей СССР (1941).

## Биография
Родился в семье железнодорожных телеграфистов в Барановичах Минской губернии Российской империи. Детские годы провел в деревне Рудавка Слонимского района. Родители являлись активными членами белорусского национально-освободительного движения в Западной Белоруссии, входили в состав Белорусской крестьянско-рабочей громады, отец арестовывался польскими властями.
Начальное образование получил в польской школе. В 1925 году поступил в подготовительный класс Слонимской польской учительской семинарии, однако вынужден был её покинуть, так как не получил стипендию из-за своего белорусского происхождения и политических взглядов. В 1927—1929 годах учился в Виленской белорусской гимназии. Был исключен из гимназии из-за участия в митинге солидарности с заключенными деятелями белорусского национально-освободительного движения.
В августе 1929 года арестован польскими властями как секретарь Озерницкого подпольного комсомольского райкома, заключён в Гродненскую тюрьму, подвергался пыткам в слонимской дефензиве. После пересмотра судебного дела и освобождения из тюрьмы в 1930 году по решению комсомольского подполья был переправлен в Белорусскую ССР.
В Белорусской ССР работал инструктором Речицкого райкома комсомола, редактором газеты «Звязда», учился на вечернем курсе газетного отделения литературного факультета Белорусского государственного университета.
С 1932 года вновь на подпольной работе в Западной Белоруссии. Являлся членом центральной редакции КПЗБ (Варшава), литературным редактором неофициального легального органа КПЗБ «Беларуская газета» в Вильно. Один из организаторов Литературного фронта крестьянско-рабочих писателей Западной Белоруссии (декабрь 1933).
В 1934 году арестован польскими властями и осуждён на 8 лет тюремного заключения. В 1939 году накануне прихода войск РККА был приговорен к расстрелу. Благодаря быстрому освобождению Гродно приговор не был приведен в исполнение. После воссоединения Западной Белоруссии и БССР в 1939 году работал в лидской районной газете «Уперад».
Участник Великой Отечественной войны. Участник партизанского движения на территории Барановичской области, разведчик, руководитель новогрудской агентурной сети спецгруппы «Буревестник» (январь—июль 1944).
С 1944 года ответственный секретарь новогрудской районной газеты «Звязда», с 1945 года — научный сотрудник, затем заместитель директора Литературного музея Янки Купалы в Минске.
Умер в 1947 году от болезни сердца. Похоронен в Минске на военном кладбище.

## Творчество
Литературной деятельностью занимался с 1928 года. Первое стихотворение было напечатано в белорусской газете «Сіла працы» (Вильно). Первый сборник поэзии вышел после смерти автора в 1947 году (Минск; «Выбранае»). Писал литературно-критические статьи о творчестве Я. Купалы, Я. Брыля, П. Пестрака. Перевёл на белорусский язык отрывок из поэмы «Конрад Валленрод» А. Мицкевича, несколько басен И. Крылова, стихотворения Н. Кукольника, А. Толстого, В. Шефнера.
Произведения Валентина Тавлая переводились на русский, украинский, литовский, грузинский, корейский языки.
Творчеству Валентина Тавлая присуща высокая поэтическая культура. В центре внимания поэта — историческая судьба белорусского народа, его борьба за социальное и национальное освобождение.

### Книги поэзии
- Поэма бел. «Непераможаныя» («Непобеждённые») (1928)
- Сборник избранного бел. «Выбранае» («Избранное») (1947)
- Сборник избранного бел. «Выбраныя творы» («Избранные произведения») (1951)
- Сборник избранного бел. «Выбраныя творы» («Избранные произведения») (1958)
- Сборник избранного бел. «Творы» («Произведения») (1961)
- Сборник избранного бел. «Вершы і паэмы» («Стихи и поэмы») (1955)
- Сборник избранного бел. «Вершы і паэмы» («Стихи и поэмы») (1979)
- Сборник стихотворений бел. «Выбраныя вершы і паэмы» («Избранные стихи и поэмы») (1967)
- Сборник стихотворений бел. «Пілую вершамі краты» («Пилю стихами решетку») (1984)

## Память

### Топонимы
- Имя Валентина Тавлая присвоено центральной городской библиотеке в Барановичах и центральной районной библиотеке в г. Лида.
- В честь В. Тавлая названы улицы в Барановичах, Гродно, Лиде, Молодечно, Слониме, в деревнях Ганьки, Жировичи Слонимского района.
- Имя В. Тавлая носит Народный Литературно-краеведческий музей в г. Барановичи[2].

### Памятник, скульптура
- В 1987 году в г. Барановичи на здании центральной городской библиотеки были открыты мемориальная доска и барельеф В. Тавлая.
- В Молодечно на здании гостиницы, где в 1934 году находился под следствием арестованный властями буржуазной Польши В. Тавлай, установлена мемориальная доска.
- В библиотеке имени Янки Купалы в деревне Великая Кракотка Слонимского района установлен бюст[3].
- Над захоронением В. П. Тавлая (Военное кладбище, г. Минск) установлен памятник из тёмного камня с рельефным портретом-медальоном и мемориальной надписью
- В год 100-летнего юбилея Валентина Тавлая на зданиях редакции «Лидской газеты» и литературного отдела Лидского историко-художественного музея были открыты мемориальные доски (скульптор Ричард Груша).
- Бронзовый памятник В. Тавлая в Лиде, в городском парке на пересечении улиц Тавлая и Качана (2025).

### Иное
- Экспозиции в Слонимском районном краеведческом музее, литературно-этнографическом музее «Литературная Слонимщина». Хранятся личные вещи, архивные фотографии и документы, рассказывающие о жизненном и творческом пути поэта. В экспозиции Слонимского районного краеведческого музея представлены книги и личные вещи Валентина Тавлая, бюст поэта авторства белорусского скульптора Ивана Миско.
- Имя поэта высечено на летописном камне у деревни Мясота (62-й км шоссе Минск—Молодечно), установленном в память известных людей, проезжавших по этому тракту.
- Мемориальный Дом-музей в Лиде[4], входит в структуру Лидского историко-художественного музея. 22 сентября 2010 года открыт литературный отдел Лидского историко-художественного музея и мемориальная комната поэта во время республиканского праздника «Дожинки»[5].
- 8 февраля 2014 года организовано торжество — 100 лет со дня рождения Валентина Тавлая, на которое были приглашены дочь поэта Галина, его родственники, а также открыли мемориальные доски на зданиях редакции «Лідскай газеты» и литературного отдела Лидского историко-художественного музея, была совершена экскурсия «Сцежкамі Валянціна Таўлая», состоялась презентация книги «Этапы жыццёвых дарог»[5].
- 8 февраля 2019 года — 105 лет со дня рождения В. Тавлая. Организован инсценированный рассказ «У Таўлая пабываем» по мотивам проживания Валентина Тавлая в Лиде (1939-1941 гг.) в доме первой супруги Киры Бранд — Тавлай[5].
- По случаю Дня белорусской письменности в Лиде в 2025 году у Мемориального Дома-музея открыт инклюзивный арт-объект «Воробушки» (бел. «Верабейкi») — в честь первого стихотворения, которое написал поэт. Автор идеи — скульптор Ричард Груша. Объект представлен в виде развернутой книги, на одной странице которой нанесено стихотворение «Воробушки» обычными буквами, а на другой — шрифтом Брайля[6]. По периметру расположены три скамейки с изображениями воробьев. Все гости смогут увидеть фотографии, вещи, рукописи и документы поэта. Также в доме Тавлая представят уникальные коллекции из фондов Лидского историко-художественного музея, книги, которые переиздавались с 1933 года. Примечательно, что одна из них — за 1937 год — была подарена Янкой Купалой во время приезда в Лиду 14 марта 1940 года городской библиотеке. Такой же экземпляр был подарен и Валентину Тавлаю.